# Rue Charles-Corbeau
La rue Charles-Corbeau est une rue d'Évreux, ville française du département de l'Eure (Normandie). 

## Situation et accès
Elle débute aux rues de la Harpe et Chartraine et se termine rue Saint-Louis.

## Origine du nom
Elle tient son nom de Charles Corbeau, qui fut maire de la ville en 1877 puis de 1882 à 1883.

## Historique

### Dans l'Antiquité gallo-romaine
Se construit à l'époque romaine et médiévale l'extrémité orientale de la ville d'Évreux, l'emplacement de la cathédrale d'Évreux maintes fois détruite et reconstruite à l'époque du Haut-Empire romain s’élève un quartier d'habitations entourér au bas-empire c'est-à-dire après 311 et l'édit de Milan, d'un mur d'enceinte protègent Évreux contre les barbares francs et marcomans avec des matériaux de récupération des thermes de Gisacum.

### Au Moyen Âge
XIIIe siècle au XVe siècle construction de l'actuelle cathédrale Notre-Dame d'Évreux.
XIVe siècle construction du palais épiscopal (actuellement le musée d'Évreux et son cloitre) ainsi que les jardins de l'évêque et le tribunal canonique (tribunal ecclésiastique jugeant les faits relevant de la religion catholique, détruit dans les bombardements de 1940)

## Époque moderne et contemporaine
Elle est appelée « rue Cathédrale », à l'époque de la restauration bourbonienne de 1814 à 1830 et cela jusqu'au seuil du XXe siècle en raison de la présence dans cette rue de la cathédrale Notre-Dame d'Évreux.
1868-1871 construction de l'immeuble Gomel, actuel siège de la Caisse d'épargne d'Évreux
2019 inauguration par le diocèse d'Évreux de l'espace Jacques David du nom de l'évêque d'Évreux de 1995 à 2005, siège de la paroisse Notre-Dame-Saint-Taurin d'Évreux.

## Bâtiments remarquables et lieux de mémoire
- au no  5 : Direction régionale des affaires culturelles (DRAC).
- au no  6 : Cathédrale Notre-Dame d'Évreux.
- au no  11 : Caisse d'épargne, de style Second Empire.
- au no  19 : salle paroissiale de la paroisse Notre-Dame-Saint-Taurin d'Évreux.